# كجين
كجين هي قرية في مقاطعة كوثر، إيران. عدد سكان هذه القرية هو 17 في سنة 2006.